# Pachycerina plumosa
Pachycerina plumosa är en tvåvingeart som beskrevs av Kertesz 1915. Pachycerina plumosa ingår i släktet Pachycerina och familjen lövflugor.
Artens utbredningsområde är Taiwan. Inga underarter finns listade i Catalogue of Life.